# Corbicrave leucoptère
Corcorax melanorhamphos
Genre
Espèce
Statut de conservation UICN

 LC  : Préoccupation mineure
Synonymes
- Corcorax melanoramphos

Le Corbicrave leucoptère (Corcorax melanorhamphos) est une espèce de passereaux de la famille des Corcoracidae originaire d'Australie. Il est le seul membre du genre Corcorax, et l'un des deux seuls membres survivants de la famille des Corcoracidae.
Le Corbicrave leucoptère est un exemple d'évolution convergente, car, bien que parent très éloigné des craves, il leur ressemble étroitement par sa forme et a d'ailleurs été nommé d'après eux. Il a aussi la particularité de construire son nid avec de la boue.	

## Description

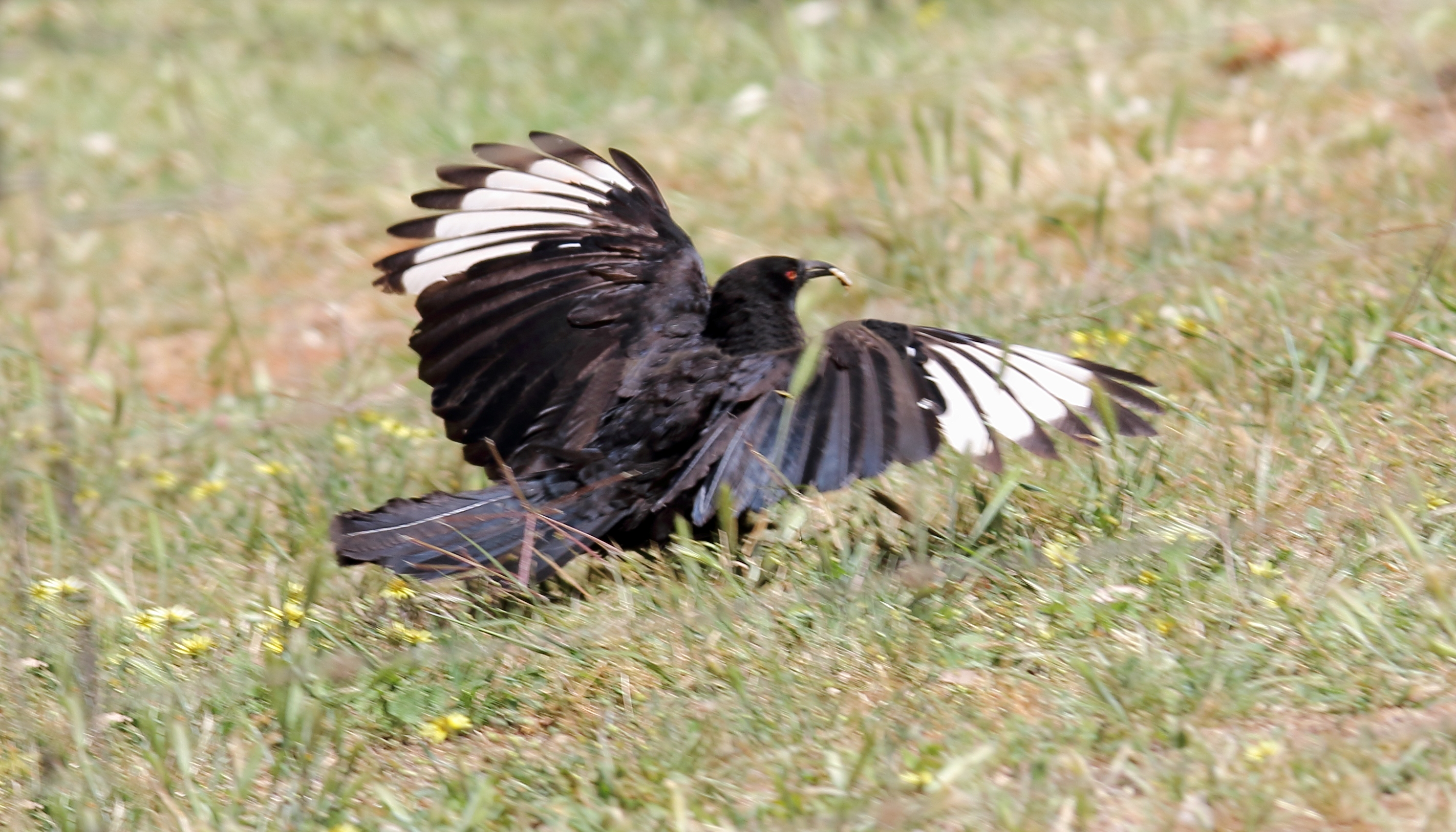

Le Corbicrave leucoptère est facile à reconnaître, mais il est souvent confondu avec les « corbeaux » (voir corbeau d'Australie et petit corbeau). C'est un grand oiseau noir d'environ 45 cm de long seulement un peu plus petit que le corbeau d'Australie ou un peu plus grand que la pie australienne mais il a les yeux rouges et un bec  plus fin, légèrement courbé, semblable à celui du crave européen. Ces yeux rouges deviennent enflés  et brillants lorsque l'oiseau est excité. En vol, les taches blanches des ailes deviennent immédiatement évidentes, et expliquent la partie descriptive de leur nom d'espèce.

## Répartition et sous-espèces
- Corcorax melanorhamphos melanorhamphos : centre-est du Queensland et sud-est de l'Australie
- Corcorax melanorhamphos whiteae : Australie-Méridionale (peninsule d'Eyre et chaînes de Flinders et du Mont-Lofty)

## Taxonomie
Le Corbicrave leucoptère a été décrit pour la première fois par Vieillot en 1817 sous le nom de Coracia melanoramphos. Il a reçu d'autres noms  comme Pyrrhocorax leucopterus par le zoologiste néerlandais Coenraad Jacob Temminck en 1820 et Corcorax australis par le naturaliste français René-Primevère Lesson en 1830. Son nom actuel est dû à Gregory Mathews en 1912. L'épithète spécifique de l'espèce est dérivé du grec ancien melano : « noir » et rhamphos : « bec ».
L'orthographe de son épithète spécifique est sujet à débats entre melanorhamphos et melanoramphos.
Il est placé dans la famille connue sous le nom de constructeurs de nid de boue ou Corcoracidae, appelé autrefois Grallinidae avant l'enlèvement du genre Grallina de la famille. Il est l'une des deux espèces, avec l'apôtre gris (Struthidea cinerea), qui est diffèrent en apparence, mais a de nombreuses comportements similaires.
Il est seulement lointainement apparenté au crave à bec rouge (Pyrrhocorax pyrrhocorax) et au chocard à bec jaune (Pyrrhocorax graculus), qui sont membres de la famille des Corvidae. Les similitudes dans le plumage sombre et le bec courbe sont seulement le résultat de l'évolution convergente.